# Passiflora parvifolia
Passiflora parvifolia (DC.) Harms – gatunek rośliny z rodziny męczennicowatych (Passifloraceae Juss. ex Kunth in Humb.). Występuje naturalnie w Wenezueli, Kolumbii, Ekwadorze, Peru oraz Boliwii. 

## Morfologia
PokrójZdrewniałe, trwałe, nagie liany.
LiściePotrójnie klapowane, ścięte u podstawy. Mają 2–3 cm długości oraz 3–6 cm szerokości. Ząbkowane, z ostrym wierzchołkiem. Ogonek liściowy jest owłosiony. Przylistki są owalne o długości 6–10 mm.
KwiatyPojedyncze. Działki kielicha są podłużne, czerwonawe, mają 2–2,5 cm długości. Płatki są podłużne, czerwonawe, mają 2–2,5 cm długości.

## Biologia i ekologia
Występuje w lasach na wysokości 1800–4300 m n.p.m.